# Dysallacta negatalis
Dysallacta negatalis is een vlinder uit de familie van de grasmotten (Crambidae), uit de onderfamilie van de Spilomelinae. De wetenschappelijke naam van deze soort is voor het eerst gepubliceerd in 1859 door Francis Walker.
De spanwijdte bedraagt ongeveer 2 centimeter.

## Verspreiding
De soort komt voor in Gambia, Mali, Nigeria, Congo-Kinshasa, Malawi, Mozambique, Namibië, Zimbabwe, Zuid-Afrika, Lesotho, India, Sri Lanka, Hong-Kong, Taiwan, Japan, Australië.

## Waardplanten
De rups leeft op Ficus microcarpa, Ficus religiosa (Moraceae) en Dillenia indica (Dilleniaceae).